# TXRF

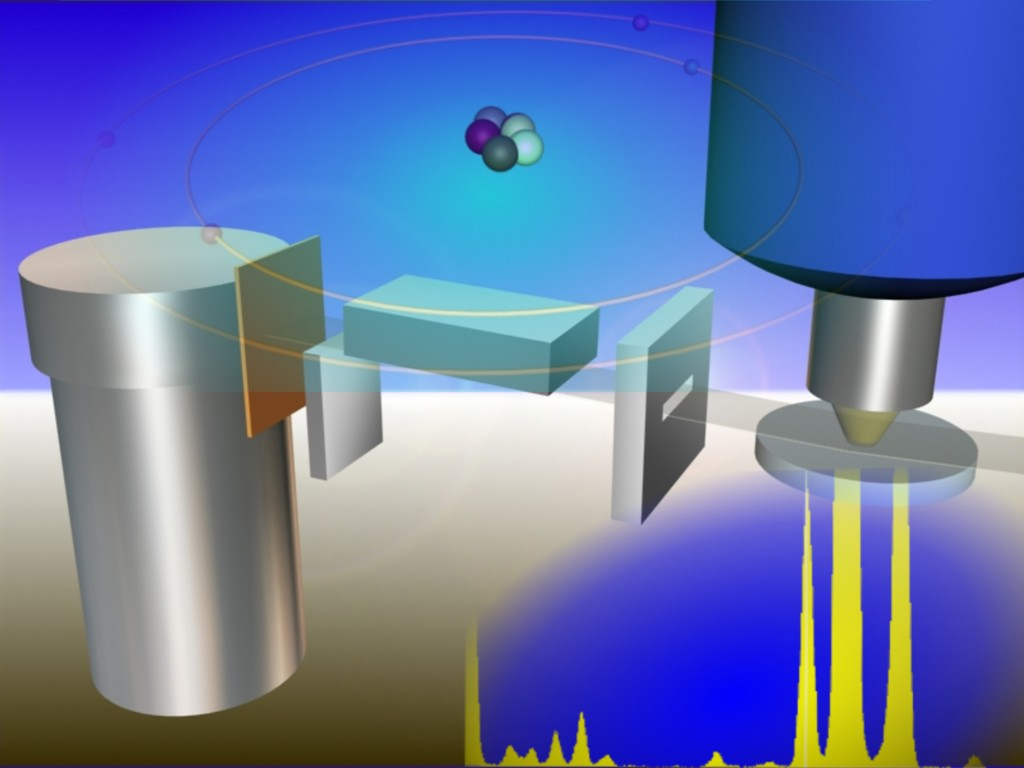
Fundamentos de la TXRF

TXRF (Total reflection X-Ray Fluorescence) es el acrónimo inglés de la técnica espectroscópica de Fluorescencia de Rayos-X por reflexión Total. La TXRF es una técnica de análisis químico atómico, basado en la espectrometría de fluorescencia de rayos X clásica (XRF), capaz de evaluar cualitativa y cuantitativamente los elementos comprendidos entre Z=13 (Al) y Z=92 (U) de la tabla periódica con un rango dinámico de 5 órdenes de magnitud y con sensibilidades comprendidas entre las partes por billón, ppb (ng/mL), en líquidos y los tantos por ciento en peso en sólidos (%wt).
La TXRF se basa en el uso de un haz de rayos X, adecuadamente colimado y monocromatizado, capaz de excitar una micro-muestra depositada sobre un reflector portamuestras adecuado (SiO2, Si o Metacrilato normalmente) en condición de reflexión total. De esta forma los átomos excitados doblemente por el haz incidente y el reflejado, re-emiten fotones característicos de los átomos que componen la muestra analizada. Estos fotones son detectados mediante detectores de estado sólido del tipo Si(Li) o SDD capaces de medir sus energías y la frecuencia con la que aparecen. De este modo se obtienen histogramas, más o menos complejos, donde los máximos de los picos nos indican qué elemento lo emite (análisis cualitativo) y el área o intensidad de los picos asociados nos habla de cuanto elemento está presente (análisis cuantitativo). Lo más importante, desde el punto de vista analítico, es que debido a la práctica eliminación de los efectos de matriz (interacciones de segundo y tercer orden) la intensidad de los picos de TXRF es directamente proporcional a la concentración del elemento que los genera, lo que confiere el carácter cuantitativo a la técnica de TXRF. 
Tiene una gran variedad de aplicaciones en áreas tan diversas como: biomedicina, nanotecnología, biología, arqueología, medicina, ciencia de materiales, ciencias forenses, medioambiente o química.